# Râul Valea Rea, Galeșu
- Pentru alte râuri omonime, vedeți pagina de dezambiguizare Valea Rea.

Râul Valea Rea este un curs de apă, afluent al râului Galeșu. 

## Hărți
- Harta Munților Retezat  Arhivat în 10 iulie 2012, la Wayback Machine.
- Harta județului Hunedoara

]